# Carrer Major (Sant Boi de Lluçanès)
El Carrer Major és un carrer de Sant Boi de Lluçanès (Osona) inclòs a l'Inventari del Patrimoni Arquitectònic de Catalunya.

## Descripció
Es tracta d'un carrer que porta de la plaça Major a la plaça de la Mare de Déu dels Munts. Les cases són de pedra, algunes presenten parament arrebossat, i tenen majoritàriament dos pisos i golfes, tot i que en algunes s'hi obre un tercer pis. Les obertures tenen llindes de pedra i finestres amb muntants i ampits de pedra. Els teulats de la cases són a doble vessant, amb els careners laterals vers a les façanes que donen al carrer (la més propera a la plaça de la Mare de Déu té el carener perpendicular a la façana principal).

## Història
L'estructura d'aquest carrer i de la part antiga del poble és bàsicament fruit del creixement del poble al segle xviii amb l'augment de la indústria dels paraires.